# Piampatara proseni
Piampatara proseni là một loài bọ cánh cứng trong họ Cerambycidae.